# قیام ژانویه

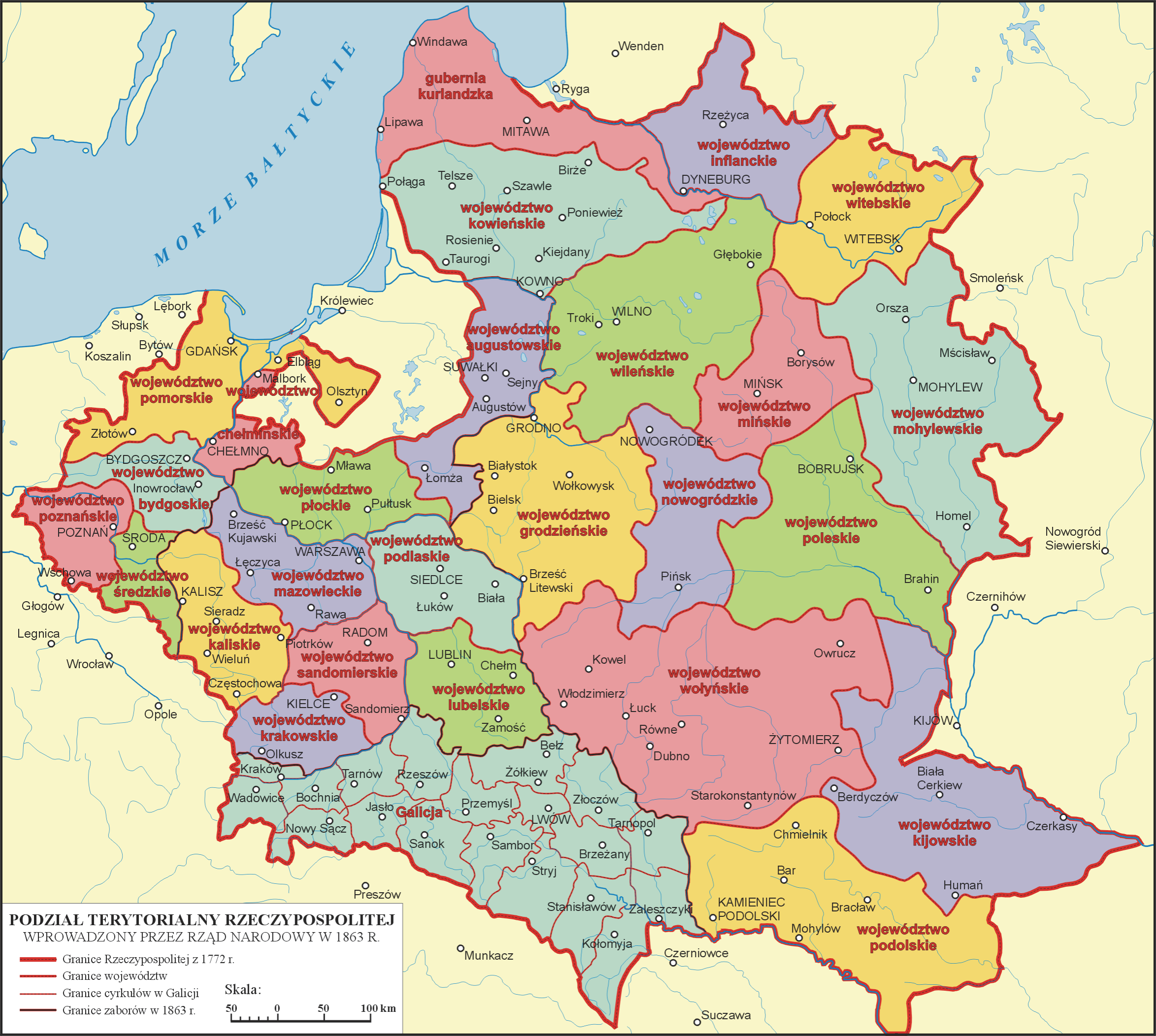
تقسیمات اداری مشترک‌المنافع لهستان–لیتوانی درون تقسیمات مرزهای ۱۷۷۲ که توسط دولت ملی طی قیام ۱۸۶ ارائه شد.

قیام ژانویه یک ناآرامی بود که عمدتاً در پادشاهی لهستان روسیه به وقوع پیوست که هدفش پایان دادن به اشغال در قسمت لهستان و بازیابی استقلال بود. این خیزش در ۲۲ ژانویه ۱۸۶۳ شروع شد و تا زمان سرکوب آخرین شورشها در ۱۸۶۴ ادامه یافت. این دیرپاترین شورش لهستان تکه‌تکه شده شده بود. درگیری در تمام سطوح جامعه درگرفت و به طرز قابل بحثی تأثیراتی عمیق بر روابط معاصر بین‌المللی گذاشت و نهایتاً جامعه لهستان را متحول کرد.
مجموعه‌ای از عوامل قیام را در اوایل سال ۱۸۶۳ اجتناب ناپذیر کرد. اشراف لهستانی و حلقه‌های بورژوای شهری در آرزوی موقعیت نیمه خودمختاری بودند که پیش از ناآرامی قبلی، یک نسل پیشتر در ۱۸۳۰، در کنگره لهستان از آن برخوردار بودند، و جوانان با موفقیت جنبش استقلال ایتالیا تشویق شده و فوراً خواهان همان نتیجه بودند. روسیه توسط قضایای کریمه تضعیف شده بود و رویکردهایی لیبرال‌تر را در سیاستهای داخلی خود مطرح کرده بود که دولت ملی زیرزمینی لهستان را تشویق کرد تا اعتصاب سازمان یافته‌ای را تا بهار ۱۸۶۳ برنامه‌ریزی کند. آنها روی الکساندر ویلوپولسکی رئیس فوق محافظه‌کار اداره مدنی در تقسیمات روسیه، حساب نکرده بودند. او در تلاش برای از ریل خارج کردن جنبش ملی لهستان، تا ماه ژانویه طرح خدمت وظیفه اجباری فعالان جوان لهستانی به مدت ۲۰ سال در ارتش امپراتوری روسیه را ارائه کرد. این تصمیمی بود که قیام ژانویه ۱۸۶۳ را کلید زد، همان نتیجه‌ای که ویلوپلوسکی می‌خواست از آن اجتناب کند.
افسران رده بالای لیتوانی-لهستانی و اعضا طبقه سیاسی سریعاً به شورش سربازان جوان لهستانی ملحق شدند. شمار افراد شرکت کننده در شورشها، هرچند که سازماندهی خوبی نداشتند، به شدت فزونی گرفت و کمبود حمایت خارجی آنها را مجبور به اتخاذ تاکتیکهای چریکی و پرهزینه کرد. انتقام‌جویی‌ها سریع و بی‌رحمانه بود. اعدامهای عمومی و تبعید به سیبری نهایتاً بسیاری از لهستانیها را متقاعد کرد تا مبارزه مسلحانه را کنار بگذارند. علاوه بر آن، تزار الکساندر دوم با با تصمیم ناگهانیش برای الغای نهایی نظام سرف‌داری در سال ۱۸۶۴ به نجبای لهستان و در نتیجه کل اقتصاد ضربه سختی زد. متعاقب فروپاشی املاک و فقر بسیاری از دهقانان، لهستانی‌های تحصیل کرده متقاعد شدند که به جای آن به ایده «کار ارگانیک»، خودسازی اقتصادی و فرهنگی، روی بیاورند.